# Port lotniczy Guiyang-Longdongbao
Port lotniczy Guiyang-Longdongbao (IATA: KWE, ICAO: ZUGY) – port lotniczy położony 11 km na południowy wschód od Guiyang, w prowincji Kuejczou, w Chińskiej Republice Ludowej.

## Linie lotnicze i połączenia
| Linia Lotnicza            | Kierunek |
| ------------------------- | --- |
| 9 Air                     | 1. Bangkok-Suvarnabhumi 2. Fuzhou 3. Haikou 4. Harbin 5. Hefei 6. Jieyang 7. Kuala Lumpur 8. Nankin 9. Nantong 10. Ningbo 11. Quanzhou 12. Shenyang 13. Wenzhou 14. Wuxi 15. Xiamen 16. Xingyi 17. Yancheng 18. Zhengzhou 19. Zhuhai |
| Chang’an Airlines         | 1. Ningbo 2. Quanzhou 3. Wenzhou 4. Xi’an |
| Air China                 | 1. Pekin 2. Pekin-Daxing 3. Chengdu-Shuangliu 4. Chengdu-Tianfu 5. Hangzhou 6. Hohhot 7. Szanghaj-Pudong 8. Shenzhen 9. Tiencin 10. Wenzhou 11. Wuhan 12. Xiamen 13. Yuncheng |
| Air Guilin                | 1. Haikou 2. Jieyang 3. Xuzhou |
| Air Macau                 | 1. Makau |
| Batik Air Malaysia        | 1. Kuala Lumpur |
| Beijing Capital Airlines  | 1. Haikou 2. Hangzhou 3. Hefei 4. Lijiang 5. Qingdao 6. Sanya 7. Shiyan 8. Xi’an 9. Yancheng 10. Yichang |
| Chengdu Airlines          | 1. Changchun 2. Fuzhou 3. Hengyang 4. Hohhot 5. Jinan 6. Jining 7. Lijiang 8. Lüliang 9. Nanchang 10. Nankin 11. Ningbo 12. Qingdao 13. Quanzhou 14. Shenyang 15. Shijiazhuang 16. Wenzhou 17. Xichang 18. Yantai 19. Zhengzhou |
| China Eastern Airlines    | 1. Dalian 2. Enshi 3. Jinggangshan 4. Nankin 5. Ningbo 6. Szanghaj-Hongqiao 7. Szanghaj-Pudong 8. Taiyuan 9. Wuhan 10. Xi’an |
| China Express Airlines    | 1. Baotou 2. Changde 3. Jingzhou 4. Lancang 5. Liupanshui 6. Mang 7. Meixian 8. Ordos 9. Pu’er 10. Qingyang 11. Quzhou 12. Shiyan 13. Tiencin 14. Tongren 15. Wuhan 16. Wuhu 17. Wushan 18. Xingyi 19. Yan’an 20. Yantai 21. Zhanjiang 22. Zhoushan |
| China Southern Airlines   | 1. Bangkok-Suvarnabhumi 2. Pekin-Daxing 3. Changchun 4. Changsha 5. Dalian 6. Fuzhou 7. Guangzhou 8. Haikou 9. Hangzhou 10. Harbin 11. Heze 12. Hongkong 13. Jieyang 14. Lanzhou 15. Linyi 16. Nankin 17. Nanning 18. Ningbo 19. Osaka-Kansai 20. Qingdao 21. Szanghaj-Hongqiao 22. Szanghaj-Pudong 23. Shenyang 24. Shenzhen 25. Tajpej-Taoyuan 26. Taizhou 27. Urumczi 28. Wenzhou 29. Wuhan 30. Xiamen 31. Xining 32. Yinchuan 33. Yiwu 34. Zhangjiajie 35. Zhengzhou 36. Zhuhai |
| Chongqing Airlines        | 1. Hangzhou 2. Wuhan |
| Colorful Guizhou Airlines | 1. Pekin-Daxing 2. Changzhou 3. Dazhou 4. Fuzhou 5. Hangzhou 6. Hanzhong 7. Hefei 8. Huai’an 9. Jieyang 10. Jinan 11. Lianyungang 12. Lijiang 13. Luoyang 14. Luzhou 15. Mang 16. Nankin 17. Nantong 18. Quanzhou 19. Sanya 20. Szanghaj-Pudong 21. Shijiazhuang 22. Taizhou 23. Tiencin 24. Wanzhou 25. Wuhan 26. Xingyi 27. Yichun 28. Yiwu 29. Zhengzhou 30. Zhuhai 31. Zunyi |
| Dalian Airlines           | 1. Dalian 2. Yichang |
| Fuzhou Airlines           | 1. Fuzhou 2. Xi’an |
| GX Airlines               | 1. Fuyang |
| Hainan Airlines           | 1. Pekin 2. Dalian 3. Haikou 4. Hohhot 5. Lanzhou 6. Mediolan-Malpensa 7. Ningbo 8. Paryż-Charles de Gaulle 9. Sanya 10. Shenzhen 11. Xi’an 12. Yinchuan |
| Hebei Airlines            | 1. Pekin-Daxing 2. Hangzhou 3. Longnan 4. Shijiazhuang |
| Jiangxi Air               | 1. Nanchang |
| Joy Air                   | 1. Tiencin 2. Yulin |
| Juneyao Airlines          | 1. Hangzhou 2. Huizhou 3. Lanzhou 4. Nankin 5. Szanghaj-Hongqiao 6. Szanghaj-Pudong 7. Taiyuan 8. Wenzhou 9. Xi’an |
| Kunming Airlines          | 1. Nankin 2. Taiyuan |
| Loong Air                 | 1. Ganzhou 2. Hangzhou 3. Ningbo 4. Wenzhou |
| Lucky Air                 | 1. Lijiang 2. Ningbo 3. Quanzhou 4. Xuzhou 5. Zhengzhou 6. Zhuhai |
| Pacific Airlines          | Czartery: 1. Nha Trang |
| Qingdao Airlines          | 1. Changchun 2. Qingdao 3. Shenyang 4. Wenzhou 5. Yangzhou |
| Ruili Airlines            | 1. Wuxi |
| Shandong Airlines         | 1. Changchun 2. Changzhou 3. Dalian 4. Harbin 5. Hefei 6. Hengyang 7. Jinan 8. Nankin 9. Qingdao 10. Shenyang 11. Taiyuan 12. Wenzhou 13. Wuhan 14. Xiamen 15. Xi’an 16. Yantai 17. Zhengzhou |
| Shanghai Airlines         | 1. Changchun 2. Szanghaj-Hongqiao 3. Szanghaj-Pudong 4. Wenzhou 5. Zhengzhou |
| Shenzhen Airlines         | 1. Harbin 2. Hefei 3. Nanchang 4. Nankin 5. Nantong 6. Wuxi |
| Sichuan Airlines          | 1. Hangzhou 2. Harbin 3. Hefei 4. Lanzhou 5. Sanya 6. Xi’an 7. Xishuangbanna 8. Xuzhou |
| Sky Angkor Airlines       | Sezonowe czartery: 1. Siem Reap |
| Spring Airlines           | 1. Ningbo 2. Osaka-Kansai 3. Szanghaj-Hongqiao 4. Szanghaj-Pudong 5. Shijiazhuang 6. Yangzhou |
| Suparna Airlines          | 1. Jinan 2. Szanghaj-Pudong 3. Xiangyang |
| Tianjin Airlines          | 1. Anqing 2. Haikou 3. Hangzhou 4. Jieyang 5. Jinan 6. Nankin 7. Qingdao 8. Quanzhou 9. Sanya 10. Tiencin 11. Urumczi 12. Xi’an 13. Yulin 14. Zhanjiang 15. Zhengzhou 16. Zhuhai |
| Tibet Airlines            | 1. Lhasa |
| Urumqi Air                | 1. Yinchuan 2. Zhanjiang |
| VietJet Air               | Czartery: 1. Nha Trang |
| West Air                  | 1. Hefei 2. Jinan 3. Nankin 4. Xishuangbanna 5. Zhengzhou |
| Xiamen Air                | 1. Fuzhou 2. Hangzhou 3. Quanzhou 4. Xiamen |